# Harris n.º 316
Harris n.º 316 es un municipio rural canadiense situado en la provincia de Saskatchewan.

## Superficie
Harris n.º 316 tiene una superficie de 807,34 km².

## Demografía
En 2021, tenía 205 habitantes, una densidad poblacional de 0,3 hab./km², y 96 viviendas.